# Ángela Salvadores
Ángela Salvadores, née le 10 mars 1997 à Oviedo est une joueuse espagnole de basket-ball.

## NCAA
Elle rejoint à l'automne 2015 les Blue Devils de Duke.

## Équipe nationale
Meilleure joueuse du championnat du monde U17 de 2014 , elle décroche au début de l'été 2015 la médaille de bronze avec l'équipe nationale des U19.
En août 2015, elle devient championne d'Europe U18 et est élue meilleure joueuse de cette compétition. En finale, elle inscrit 27 points (10 tirs réussis sur 23, 7 sur 7 aux lancers francs, 4 passes décisives, 1 interception en 39 minutes).
Après une saison à Salamanque, elle rejoint le club hongrois de Sopron qui atteint la finale de l'Euroligue.

## Clubs
- ?-2014 :  Segle XXI
- 2014-2015 :   Marista San Jose HS
- 2015-2016 :  Blue Devils de Duke
- 2016-2017 :  Perfumerias Avenida Salamanque
- 2017-2018 :  Uniqa Sopron

## Palmarès
- Médaille d'or au Championnat d'Europe 2015 des U18[2]
- Médaille de bronze au Championnat du monde 2015 des U19

## Distinctions personnelles
- Meilleure joueuse du Championnat d'Europe 2015 des U18[2]
- Meilleure joueuse du Championnat du monde 2014 des U17[1]